# Cristenes cristatus
Cristenes cristatus är en skalbaggsart som först beskrevs av Maurice Pic 1928.  Cristenes cristatus ingår i släktet Cristenes och familjen långhorningar. Inga underarter finns listade i Catalogue of Life.